# پادشاهی پرتغال
پادشاهی پرتغال (به پرتغالی: Reino de Portugal) یک پادشاهی در شبه‌جزیره ایبری بود. این پادشاهی در کشور پرتغال کنونی قرار داشت و از سال ۱۱۳۹ تا ۱۹۱۰ حکومت کرد. در مقاطعی با نام‌هایی همچون پادشاهی پرتغال و الغرب و همین‌طور پادشاهی پرتغال، برزیل و الغرب نیز شناخته می‌شد.
کشورهای پرتغال، برزیل، آنگولا، تیمور شرقی، گینه استوایی، گینه بیسائو، ماکائو، موزامبیک، کیپ ورد، سائوتومه و پرنسیپ و بخش‌هایی از هند جز پادشاهی پرتغال محسوب می‌شده‌اند.